# John Norman Davidson Kelly
John Norman Davidson Kelly (Bridge of Allan, 13 aprile 1909 – Oxford, 31 marzo 1997) è stato uno storico e teologo inglese presso l'Università di Oxford e preside della St Edmund Hall tra il 1951 e il 1979; stimato componente della Chiesa d'Inghilterra, dal 1964 al 1968 diresse la commissione per i rapporti con la Chiesa cattolica.

## Biografia
John Kelly nacque a Bridge of Allan, Perthshire, il 13 aprile 1909 ed era il quarto di cinque figli di padre preside scozzese, John Davidson Kelly, e Ann, madre inglese. John e sua sorella Ann Davidson Kelly furono istruiti a casa da suo padre. (Una fonte dice che era una piccola scuola). Suo padre era disoccupato dopo che la scuola di cui era preside ebbe difficoltà finanziarie. Ebbe una buona istruzione a casa ma in seguito si pentì della mancanza di interazione sociale. Studiò all'Università di Glasgow, laureandosi con un Master of Arts (MA Hons) nel 1931.
Successivamente andò al Queen's College di Oxford, dopo aver ottenuto una borsa di studio (essenziale); durante il suo periodo a Oxford, ricevette la borsa di studio Ferguson e la borsa di studio Hertford. Al Queen's, si laureò in letteratura classica e teologia con lode nel 1934. Nonostante un'educazione presbiteriana, fu confermato nella Chiesa d'Inghilterra. Dal 1933 al 1934, si formò per gli Ordini Sacri presso la St Stephen's House di Oxford.

## St Edmund Hall
Kelly fu ordinato nella Chiesa d'Inghilterra come diacono nel 1934 e svolse un anno di curatela presso la Chiesa di San Lorenzo, Northampton nella Diocesi di Peterborough. Prima di completare il suo anno diaconale fu invitato a tornare a Oxford come cappellano e tutore di teologia e filosofia presso St Edmund Hall dall'allora preside, AB Edmen, iniziando un'associazione di sessantadue anni con la Hall. Fu ordinato sacerdote nel 1935 e nominato vicepreside di St Edmund Hall nel 1937.  Durante la seconda guerra mondiale, desiderava diventare cappellano militare, ma Emden non lo lasciò andare, e lui allora intraprese un lavoro linguistico per il Foreign Office. Emden fu costretto a ritirarsi nel 1951 a causa di una malattia e Kelly divenne preside, una posizione che mantenne fino al 1979.
Kelly divenne preside della Hall in una fase importante della sua storia lunga 700 anni, vale a dire la sua indipendenza dal Queen's College, di cui faceva parte dal 1557. Il processo, avviato da Emden nel 1937, fu portato a termine nel 1958 quando Kelly si assicurò la cooperazione del Queen's College e ottenne per la Hall una Carta di Incorporazione, presentata dal Duca di Edimburgo.
Durante il suo mandato come preside, Kelly supervisionò un importante programma di raccolta fondi che consentì la costruzione di nuovi alloggi per studenti e strutture di ristorazione. Un periodo di malattia nel 1966 interruppe il suo mandato come vice-cancelliere dell'Università. Tra il 1972 e il 1977 fu pro-vice-cancelliere dell'Università. Infine, prima di andare in pensione come preside, supervisionò l'ammissione delle donne nel corpo universitario della Hall, con la loro prima immatricolazione nel 1979.

## Risultati accademici
John Kelly era prominente nella facoltà teologica durante la sua associazione con St Edmund Hall. Fu docente di studi biblici dal 1945 al 1948 e in seguito ricoprì l'incarico di docente universitario di studi patristici fino al 1976. Pubblicò ampiamente, scrivendo sullo sviluppo dei primi credi e delle prime dottrine cristiane, i suoi primi credi cristiani e le prime dottrine cristiane diventarono standard. opere secondarie e libri di testo del seminario; commenti alle epistole pastorali; studi biografici, compresi quelli su San Girolamo e San Giovanni Crisostomo; e l'Oxford Dictionary of Popes .  Quando morì, stava lavorando a un volume complementare all'Oxford Dictionary sugli arcivescovi. 
Nel mondo ecclesiastico, divenne canonico della cattedrale di Chichester nel 1948, incarico che mantenne fino al 1993. Dal 1963 al 1968 presiedette la Commissione per le relazioni cattoliche dell'arcivescovo di Canterbury e accompagnò l'arcivescovo Michael Ramsey nella sua storica visita a Roma. nel 1966. È stato membro fondatore del Consiglio accademico dell'Istituto di Gerusalemme per gli studi teologici avanzati . 
Gli fu conferito il titolo di Doctor of Divinity (Oxon) nel 1951 e Fellow della British Academy nel 1965. 
Morì il 31 marzo 1997 e i suoi resti cremati sono sepolti nell'anticappella di St Edmund Hall. 

## Opere (selezione)
- 1950 - Credo paleocristiano 1a ed. Londra: Longmans, Green & CO. Altre due edizioni nel 1972 e nel 2006, Londra-New York ISBN  9780826492166
- 1952 -  Cos'è il cattolicesimo?, Saffron Walden, Essex: Talbot Press (SPCK), 39 p.
- 1958 - Le prime dottrine cristiane, 5a ed. riv. nel 2000, Londra: Continuum, ISBN  0-8264-5252-3
- 1963 - Un commento alle epistole pastorali. I Timoteo, II Timoteo, Tito , Commentari del Nuovo Testamento di Black, Londra: Addison-Wesley, nuova ed. nel 1987 ISBN  0-06-064329-3
- 1964 - The Athanasian Creed, conferenze nel paddock; 1962–1963, Londra: A. & C. Black, 140 p.
- 1969 -  A Commentary on the Epistles of Peter and of Jude, Commento del Nuovo Testamento di Black, Londra: A & C Black, ISBN  0-7136-1010-7
- 1970 -  Aspetti della passione, Il libro della Quaresima dell'arcivescovo di Canterbury, serie di studi cristiani di Mowbray, Londra: Mowbray,  altra edizione nel 1985 ISBN  0-264-67035-3
- 1975 - Jerome: la sua vita, scritti e controversie, Londra: Duckworth, nuova ed. nel 1998 ISBN  0-7156-1231-X
- 1986 - Oxford Dictionary of Popes, nel 2006 edizione aggiornata con nuovo materiale di M. Walsh, Oxford University Press, ISBN  0-19-861433-0
- 1989 - St.Edmund Hall: quasi settecento anni, Oxford University Press, ISBN  0-19-951559-X
- 1995 - Golden Mouth: la storia di Giovanni Crisostomo - asceta, predicatore, vescovo, Londra: Duckworth, ISBN  0-7156-2643-4